# Humfred I van Toron
Humfred I van Toron (ook wel Humpfrey, Homfried of Onfroy) (overleden ca. na maart 1128) was heer van Toron.

## Levensloop
Humfred zou mogelijk met de Eerste Kruistocht of de Kruisvaart van 1101 meegekomen zijn naar het Heilige land, zou van origine een Noorman zijn geweest en wordt gelinkt aan het huis van Hauteville. Een mogelijk voorvader zou Tancred van Hauteville zijn. In 1115 verschijnt Humfred voor het eerst in diverse documenten en beschrijvingen als een vazal van Jocelin van Courtenay, die op dat moment heer van Tiberias is. Het kasteel Toron dat rond 1105 werd gebouwd, werd in de jaren erna zijn eigendom. Zijn zoon Humfred II van Toron volgde hem na maart 1128 op, hij wordt in die periode voor het laatst vermeld in een document als koning Boudewijn II van Jeruzalem privileges schenkt aan de kerk van het Heilige sacrament.